# NGC 1317
NGC 1317 (NGC 1318) é uma galáxia espiral barrada (SBa) localizada na direcção da constelação de Fornax. Possui uma declinação de -37° 06' 12" e uma ascensão recta de 3 horas, 22 minutos e 44,2 segundos.
A galáxia NGC 1317 foi descoberta em 24 de Novembro de 1826 por James Dunlop.